# آلباتروس دبلیو. ۵
آلباتروس دبلیو. ۵ (به انگلیسی: Albatros_W.5) یک هواگرد از نوع اژدرافکن ساخت شرکت آلباتروس فلوکتسایک‌ورک در آلمان است. در مجموع، تعداد ۵ فروند از این هواگرد ساخته شده‌است.